# 世界动物日

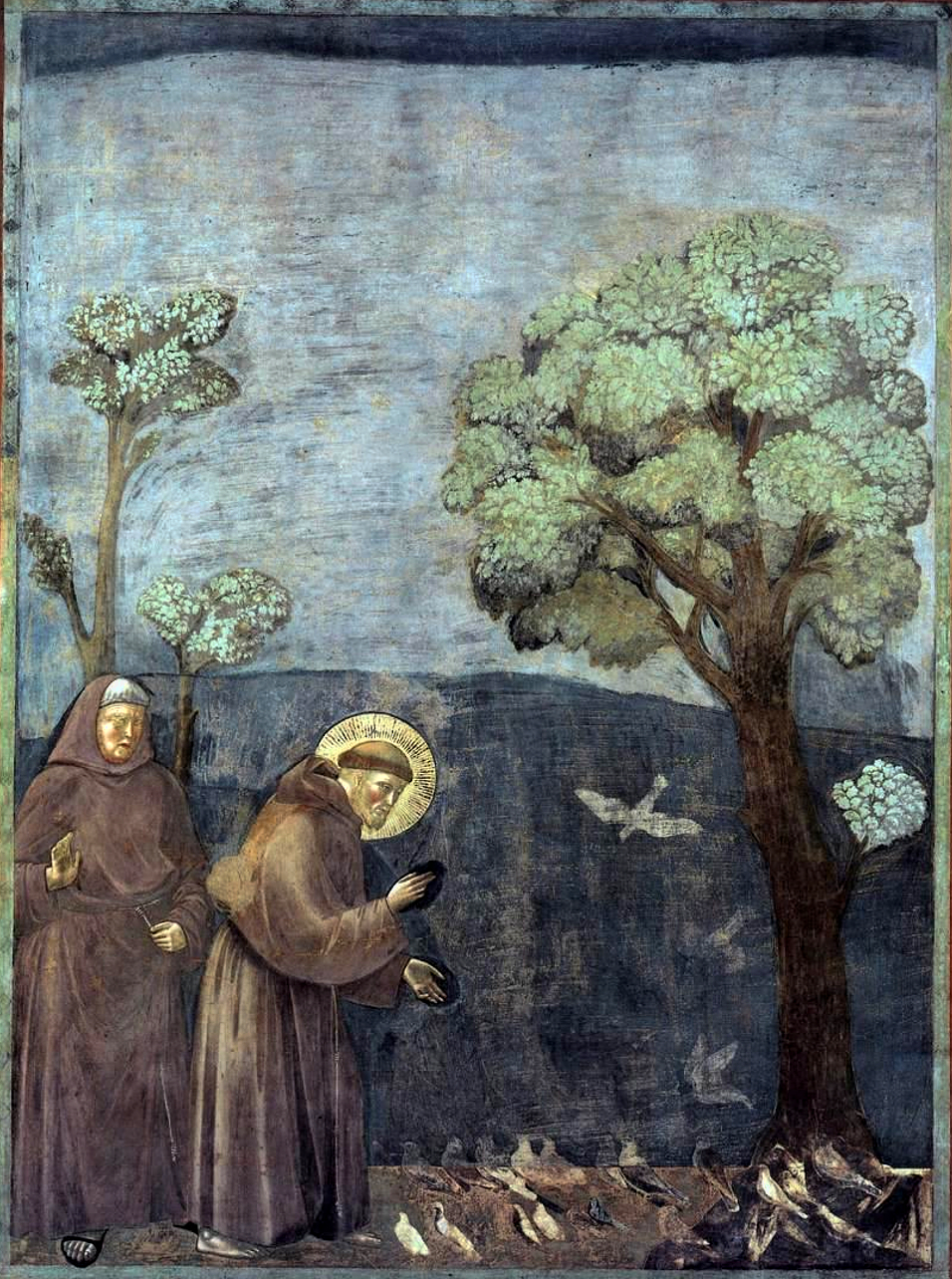

世界动物日（World Animal Day）是每年的10月4日。这是为了纪念意大利传教士聖方濟各，以及他所倡导的「向献爱心给人类的动物们致谢」的理念。

## 起源
「世界動物日」是一群生態學家於1931年在意大利佛羅倫斯召開會議時所倡議的。他們最初目的是希望藉此喚起世人關注瀕危生物，慢慢才發展為關懷所有動物。雖然他們選取了一位12世纪意大利阿西西城天主教傳教士聖方濟各的主保瞻禮日，10月4日，為「世界動物日」；但對象卻是全人類，特別是關心動物人士，因為聖方濟各曾和小鳥建立融洽、和諧的關係。“世界動物日”的發展已超越了國家、種族和宗教等界限。

## 纪念活动
爱护动物已经是世界十大环保工作之一，所以自二十世纪20年代开始就有各国的环保团体在10月4日举行各种活动，以纪念10月4日世界动物日，和纪念聖方濟各，宣传爱护动物、尊重动物，正视、善待与人类息息相关的动物。

## 保护动物相關措施
台湾有动物保护法。依据动物保护法民国93年1月7日的修正案，可以对无故骚扰、虐待和伤害动物的行为人处以罚款台币1万-5万元。香港也有类似的法律。香港保护动物的力度较轻，通常处以数百港元的罚款。
美国至少有75个动物福利机构，为流浪与受虐动物提供照护与领养等服务，并设有防止虐待动物法，任何人若蓄意碾压、焚烧、溺死、窒息、刺穿或其他导致动物「严重身体伤害」的暴力行为，都会面临联邦重罪指控，违反规定者将处最高7年
中国有设立保护珍稀动物、植物的法律，并且对伤害国家保护动物的行为施以直至无期徒刑的严厉处罚。